# Другой (фильм, 2004)
«Друго́й» (англ. Godsend, дословно — „Дар божий“ или „Дар богов“) — фильм режиссёра Ника Хэмма. Снят в США в 2004 году в жанре фильма ужасов.

## Сюжет
В семью Пола и Джесси Дунканов приходит беда — их сына Адама на следующий же день после его восьмилетия насмерть сбивает машина. Через какое-то время с ними связывается доктор Ричард Уэллс, у которого когда-то училась Джесси, и который предлагает фантастическую идею — клонировать Адама путём внедрения его ДНК в яйцеклетку Джесси. Но поскольку клонирование незаконно, то Дунканы должны оставить прежнее место жительства и оборвать все контакты с теми, кто знал Адама, а саму процедуру клонирования Уэллс проведёт в его клинике под видом искусственного оплодотворения — Джесси к тому моменту уже не может иметь детей. Если Джесси сразу даёт согласие, то Пол изначально категорически отказывается, но, не в силах справиться с горем от утраты сына, в итоге соглашается на авантюру и Уэллс помогает им переехать в город, где находится его клиника. Операция проходит успешно и через положенное время Джесси рожает здорового мальчика, которого они с Полом тоже называют Адамом.
Проходит восемь лет и новый Адам, к радости родителей, вырастает внешне идентичной копией предыдущего. Но сразу после его восьмилетия начинаются странности. Для начала Адаму начинают сниться странные сны, в которых он видит мальчика по имени Закари (причём Адам говорит, что он просто знает откуда-то, что мальчика зовут именно так), который поджигает классную комнату с одноклассниками, которые смеются над ним, а затем подходит со спины к некой женщине, которую бьёт по голове молотком. После этого Пол и Джесси начинают замечать, как Адам порой впадает в некий транс, в котором в нём словно пробуждается другая личность. Затем у Адама постепенно начинает меняться характер в худшую сторону: он становится угрюмым, антисоциальным и агрессивным. Ричард, который за эти годы превратился в друга семьи, объясняет это элементарным взрослением и тем, что сдвиги в психике вполне могли быть и у оригинального Адама, которые аналогично могли пробудиться у того, если бы он не погиб.
После того, как таинственно погибает школьный хулиган, который задирал Адама, Дунканы соглашаются на предложения Ричарда обследовать сына. Тот вводит его в неглубокий сон, в котором Адаму удаётся описать некоторые детали обстановки. Так он озвучивает, что фамилия Закари Кларк, а школа из сна — это Школа Святого Пия. Когда Пол её находит, то выясняется, что школа давно закрыта из-за случившегося в ней пожара. В школе он находит рисунок, подписанный именем Закари, и его домашний адрес. Но приехав к дому Пол узнаёт, что теперь тут живут другие люди, потому что раннее в этом доме аналогично случился пожар. Однако ему удаётся найти няню Закари и та раскрывает Полу, что Закари Кларк с детства был психически неуравновешен, подвергался травле одноклассниками и в итоге восемь лет назад совершил поджог школы, в котором погибли его одноклассники. А вернувшись домой, в беспамятстве забил маму молотком и сгорел сам в подожжённом им же доме. Отцом Закари был Ричард.
Пол вызывает Ричарда на откровенный разговор и тот признаётся в подлоге: он пытался клонировать сына, но его ДНК оказалось повреждено при пожаре, а тут ему очень кстати подвернулись Дунканы и во время процедуры клонирования Ричард заменил повреждённые клетки ДНК Закари клетками ДНК Адама в надежде, что это будет чистый Закари. Но в итоге всё пошло не по плану: мальчик внешне получился копией Адама, в то время как от Закари осталась лишь личность, до этого времени дремавшая в Адаме и пробудившаяся после того, как у клеток Адама прекратила действовать интуитивная память. Когда Пол угрожает придать всё огласке, Ричард напоминает ему, что он тоже в этом замешан. Пол срочно несётся домой, чтобы успеть вовремя остановить «Закари», который уже готовится забить Джесси молотком.
Проходит шесть месяцев. Ричард сбежал из города и теперь через некрологи в газетах ищет нового подходящего умершего ребёнка, чтобы попытаться с помощью того возродить Закари. Дунканы переезжают в другой город, где нет ничего, что напомнило бы Адаму о Закари. Все эти месяцы Адам ведёт себя спокойно, словно ему удаётся подавлять личность Закари, но финальная сцена намекает, что Закари полностью подавил личность Адама.

## В ролях
- Грег Киннир — Пол Дункан
- Ребекка Ромейн — Джесси Дункан
- Кэмерон Брайт — Адам Дункан
- Роберт Де Ниро — Доктор Уэллс
- Девон Бостик — Захари Кларк Уэллс
- Манро Чемберс — Макс Шоу

## Дополнительные факты
- Перед выходом фильма в прокат, в интернете всколыхнулась настоящая волна против клонирования. С другой стороны, появился сайт Института Годседа с научным руководителем доктором Уэллсом, который брался воскрешать на основе генетического материала умерших родственников. Позже студия Lions Gate Entertainment признала, что и то, и другое было лишь рекламным информационным трюком.[1]

## Критика
Критика добила фильм, пытающийся стараниями маркетологов выжить.
- «Это триллер, очень плохой триллер, совершенно не содержащий психологической и жизненной правды.» Роджер Эберт, «Godsend» // Чикаго Сан-Таймс (30 апреля 2004 г.)[2]
- «Мой знакомый критик сообщил мне, что для DVD — издания режиссёр снял 7 альтернативных финалов, в которых два различных персонажа убивают других персонажей различными способами, и, кроме того, маленький Адам убивает всех.»[2]
- «Фильм, который лишён разума, но отрицает своё безумие с апломбом дорогого врача» Манохла Даргис, Кинообозрение // «Лос-Анджелес таймс» (30 апреля 2004 г.)[3]